# 3252 Johnny
3252 Johnny este un asteroid din centura principală, descoperit pe 2 martie 1981 de Schelte Bus.